# Ercole Turati
Conte Ercole Turati (Busto Arsizio, 10 luglio 1829 – Milano, 30 luglio 1881) è stato un ornitologo italiano.

## Biografia
Nacque a Busto Arsizio dall'industriale Francesco Antonio Turati e da sua moglie, Angela Pigna, in una facoltosa famiglia di cotonieri lombardi; ebbe un fratello, Ernesto, e due sorelle, Giuseppina ed Erminia.
Si laureò in legge all'Università degli Studi di Pavia nel 1853 anche se la sua passione fin da giovane, condivisa col fratello Ernesto, divenne l'ornitologia; all'età di 15 anni iniziò ad allestire nella residenza di famiglia, villa della Ghisolfa, una serie di trofei da caccia ed uccelli che espandendosi nel corso degli anni successivi diverrà una delle più rilevanti collezioni ornitologiche dell'epoca anche grazie a varie acquisizioni, come la raccolta di picidi di Alfred Malherbe o gli uccelli algerini di Victorien Loche, così come al finanziamento di viaggi di naturalisti come Luigi Maria d'Albertis e Odoardo Beccari. Al 1881, anno di massima espansione della collezione, quest'ultima contava 20 661 esemplari di uccelli appartenenti a 7 200 specie e 2 291 generi per un valore complessivo di circa un milione di lire a cui si aggiungevano anche scheletri, uova, pelli, nidi ed una ricca biblioteca.
Nel 1856 sposò Luigia Ponti dalla quale ebbe due figli: Emilio, nato nel 1858 e divenuto poi entomologo, e Vittorio, nato nel 1860 e cultore di geologia nonché inventore della tecnica della sincromia; nel 1862 ottenne il titolo di conte. Fu tra i primi soci della Società italiana di scienze naturali e tra il 1858 e il 1877 fece parte del collegio dei conservatori del Museo civico di storia naturale di Milano. Morì a Milano nel 1881.
I figli offrirono gran parte della sua collezione al Comune di Milano, accettata dal sindaco Giulio Bellinzaghi nel 1884 e collocata presso il Museo civico di storia naturale, dotato appositamente di una nuova sede. Parte della collezione fu distrutta dai bombardamenti del 1943.